# César-díj a legjobb külföldi filmnek
A legjobb külföldi filmnek járó César-díjat (franciául César du meilleur film étranger) a francia Filmművészeti és Filmtechnikai Akadémia 1976 óta ítéli oda. Átadása a „Césarok éjszakája” elnevezésű gálaünnepségen történik minden év február végén, március elején.
A megmérettetésben azok a nem francia, illetve nem francia többségi részvételű koprodukcióban készült filmek vehetnek részt, amelyek az előző év január 1. és december 31. között kerültek forgalmazásra, és legalább egy hétig vetítették a párizsi régió valamely nyilvános mozijában.
1983-ig a díjra négy filmet lehetett jelölni. A 11. César-gálától számuk ötre emelkedett. 1984-től három éven át kiemelték és önálló kategóriában versenyeztették a frankofón filmeket, majd 2003-tól 2005-ig az Európai Unióban készült filmeket. A francia nyelvű, de nem francia filmek kiemelése érdekében a 2009-es díjátadótól az e kategóriában történő jelölések számát ötről hétre emelték azzal, hogy két helyet francia nyelvű külföldi filmeknek kell fenntartani.
A díjjal járó trófeát a filmrendező veheti át. Ha a filmnek van a francia Nemzeti Filmközpont engedélyével rendelkező társproducere, a külföldi meghatalmazott producer mellett ő is kap szobrocskát, amennyiben nincs, a trófeát a francia kizárólagos forgalmazással bíró cég képviselője veheti át.

## Díjazottak és jelöltek
A díjazottak vastagítással vannak kiemelve. A rendező neve utáni országzászlók a készítő országot, illetve a koprodukcióban részes államokat jelölik.
Az évszám a díjosztó gála évét jelzi, amelyen az előző évben forgalmazásra került film elismerésben részesült.

### 1970-es évek
| Év   | Díjazottak és jelöltek |
| ---- | --- |
| 1976 | - A nő illata (Profumo di donna), rendezte: Dino Risi ( ITA) - Aguirre, isten haragja (Aguirre, der Zorn Gottes), rendezte: Werner Herzog ( FRG) - A varázsfuvola (Trollflöjten), rendezte: Ingmar Bergman ( SWE) - Nashville, rendezte: Robert Altman ( USA, UK, FRA, FIN, SWE, FRG)              |
| 1977 | - Mennyire szerettük egymást! (C'eravamo tanto amati), rendezte: Ettore Scola ( ITA) - Barry Lyndon, rendezte: Stanley Kubrick ( USA, UK) - Nevelj hollót (Cría cuervos), rendezte: Carlos Saura ( ESP) - Száll a kakukk fészkére (One Flew Over the Cuckoo's Nest), rendezte: Miloš Forman ( USA) |
| 1978 | - Egy különleges nap (Una giornata particolare), rendezte: Ettore Scola ( ITA, CAN) - Annie Hall, rendezte: Woody Allen ( USA) - Az amerikai barát (Der amerikanische Freund), rendezte: Wim Wenders ( FRG, FRA) - Keserű csokoládé (Pane e cioccolata), rendezte: Franco Brusati ( ITA)           |
| 1979 | - A facipő fája (L'albero degli zoccoli), rendezte: Ermanno Olmi ( ITA) - Esküvő (A Wedding), rendezte: Robert Altman ( USA) - Júlia (Julia), rendezte: Fred Zinnemann ( USA) - Őszi szonáta (Höstsonaten), rendezte: Ingmar Bergman ( SWE, FRA, FRG)                                              |

### 1980-as évek
| Év   | Díjazottak és jelöltek |
| ---- | --- |
| 1980 | - Manhattan, rendezte: Woody Allen ( USA) - A bádogdob (Die Blechtrommel), rendezte: Volker Schlöndorff ( FRG, FRA, POL, YUG) - Apokalipszis most (Apocalypse Now), rendezte: Francis Ford Coppola ( USA) - Hair, rendezte: Miloš Forman ( USA, FRG) |
| 1981 | - Az árnyéklovas (Kagemusa), rendezte: Kuroszava Akira ( JPN, USA) - A rózsa (The Rose), rendezte: Mark Rydell ( USA) - Hírnév (Fame), rendezte: Alan Parker ( USA) - Kramer kontra Kramer (Kramer contra Kramer), rendezte: Robert Benton ( USA) |
| 1982 | - Az elefántember (The Elephant Man), rendezte: David Lynch ( USA) - A hamisítvány (Die Fälschung), rendezte: Volker Schlöndorff ( FRG, FRA) - A vasember (Czlowiek z zelaza), rendezte: Andrzej Wajda ( POL) - Az elveszett frigyláda fosztogatói (Raiders of the Lost Ark), rendezte: Steven Spielberg ( USA)                                                                            |
| 1983 | - Viktor, Viktória (Victor, Victoria), rendezte: Blake Edwards ( UK, USA) - A francia hadnagy szeretője (The French Lieutenant's Woman), rendezte: Karel Reisz ( UK) - A út (Yol), rendezte: Yilmaz Güney ( TUR, SUI, FRA) - E. T., a földönkívüli (E.T.: The Extra-Terrestrial), rendezte: Steven Spielberg ( USA)                                                                        |
| 1984 | - Fanny és Alexander (Fanny och Alexander), rendezte: Ingmar Bergman ( SWE, FRA, FRG) - Aranyoskám (Tootsie), rendezte: Sydney Pollack ( USA) - Az istenek a fejükre estek (The Gods Must Be Crazy), rendezte: Jamie Uys ( BOT, RSA) - Carmen, rendezte: Carlos Saura ( ESP) |
| 1985 | - Amadeus, rendezte: Miloš Forman ( USA) - Mária szerelmei (Maria's Lovers), rendezte: Andrej Koncsalovszkij ( USA) - Párizs, Texas (Paris, Texas), rendezte: Wim Wenders ( FRG, FRA, UK, USA) - Tarzan, a majmok ura (Greystoke: The Legend of Tarzan, Lord of the Apes), rendezte: Hugh Hudson ( UK)                                                                                     |
| 1986 | - Kairó bíbor rózsája (The Purple Rose of Cairo), rendezte: Woody Allen ( USA) - A sárkány éve (Year of the Dragon), rendezte: Michael Cimino ( USA) - Gyilkos mezők (The Killing Fields), rendezte: Roland Joffé ( UK) - Kétségbeesve keresem Susant (Desperately Seeking Susan), rendezte: Susan Seidelman ( USA) - Ran – Káosz (Ran), rendezte: Kuroszava Akira ( JPN, FRA)             |
| 1987 | - A rózsa neve (The Name of the Rose), rendezte: Jean-Jacques Annaud ( FRG, ITA, FRA) - A misszió (The Mission), rendezte: Roland Joffé ( UK) - Hannah és nővérei (Hannah and Her Sisters), rendezte: Woody Allen ( USA) - Lidérces órák (After Hours), rendezte: Martin Scorsese ( USA) - Távol Afrikától (Out of Africa), rendezte: Sydney Pollack ( USA)                                |
| 1988 | - Az utolsó császár (The Last Emperor), rendezte: Bernardo Bertolucci ( ITA, CHN, UK, FRA) - Aki legyőzte Al Caponét (The Untouchable), rendezte: Brian De Palma ( USA) - Berlin felett az ég (Der Himmel über Berlin), rendezte: Wim Wenders ( NSZK, FRA) - Interjú (Intervista), rendezte: Federico Fellini - Fekete szemek (Ocsi csornije), rendezte: Nyikita Mihalkov ( ITA, USA, URS) |
| 1989 | - Bagdad Café (Out of Rosenheim), rendezte: Percy Adlon ( NSZK, USA) - Bird – Charlie Parker élete (Bird), rendezte: Clint Eastwood ( USA) - Roger nyúl a pácban (Who Framed Roger), rendezte: Robert Zemeckis ( USA) - Salaam Bombay!, rendezte: Mira Nair ( IND, UK, FRA) |

### 1990-es évek
| Év   | Díjazottak és jelöltek |
| ---- | --- |
| 1990 | - Veszedelmes viszonyok (Dangerous Liaisons), rendezte: Stephen Frears ( USA, UK) - Cigányok ideje (Dom za vesanje), rendezte: Emir Kusturica ( UK, ITA, YUG) - Cinema Paradiso (Nuovo Cinema Paradiso), rendezte: Giuseppe Tornatore ( ITA, FRA) - Esőember (Rain Man), rendezte: Barry Levinson ( USA) - Szex, hazugság, videó (Sex, Lies, and Videotape), rendezte: Steven Soderbergh ( USA) |
| 1991 | - Holt költők társasága (Dead Poets Society), rendezte: Peter Weir ( USA) - Kötözz meg és ölelj! (Átame!), rendezte: Pedro Almodóvar ( ESP) - Micsoda nő! (Pretty Woman), rendezte: Garry Marshall ( USA) - Nagymenők (Goodfellas), rendezte: Martin Scorsese ( USA) - Taxi Blues , rendezte: Pavel Lungin ( URS, FRA)                                                                          |
| 1992 | - Toto, a hős (Toto le héros), rendezte: Jaco van Dormael ( BEL, FRA, GER) - A bárányok hallgatnak (The Silence of the Lambs), rendezte: Jonathan Demme ( USA) - Alice, rendezte: Woody Allen ( USA) - Farkasokkal táncoló (Dances With Wolves), rendezte: Kevin Costner ( USA, UK) - Thelma és Louise (Thelma & Louise), rendezte: Ridley Scott ( USA, FRA)                                    |
| 1993 | - Tűsarok (Tacones lejanos), rendezte: Pedro Almodóvar ( ESP, FRA) - A játékos (The Player), rendezte: Robert Altman ( USA) - A szerető (L'amant), rendezte: Jean-Jacques Annaud ( FRA, UK, VNM) - Férjek és feleségek (Husbands and Wives), rendezte: Woody Allen ( USA) - Szellem a házban (Howards End), rendezte: James Ivory ( UK, JPN)                                                    |
| 1994 | - Zongoralecke (The Piano), rendezte: Jane Campion ( AUS, NZL, FRA) - Isten veled, ágyasom! (Pa vang pie csi (Ba wang bie ji), rendezte: Csen Kaj-ko (Chen Kaige) ( CHN, HKG) - Kőzápor (Raining Stones), rendezte: Ken Loach ( UK) - Méregzsák (The Snapper), rendezte: Stephen Frears ( UK) - Rejtélyes manhattani haláleset (Manhattan Murder Mystery), rendezte: Woody Allen ( USA)         |
| 1995 | - Négy esküvő és egy temetés (Four Weddings and a Funeral), rendezte: Mike Newell ( UK) - Kedves naplóm (Caro diario), rendezte: Nanni Moretti ( ITA, FRA) - Ponyvaregény (Pulp Fiction), rendezte: Quentin Tarantino ( USA) - Rövidre vágva (Short Cuts), rendezte: Robert Altman ( USA) - Schindler listája (Schindler's List), rendezte: Steven Spielberg ( USA)                             |
| 1996 | - Haza és szabadság (Land and Freedom), rendezte: Ken Loach ( UK, ESP, GER, ITA) - A szív hídjai (The Bridges of Madison County)), rendezte: Clint Eastwood ( USA) - Füst (Smoke), rendezte: Wayne Wang ( GER, USA, JPN) - Közönséges bűnözők (The Usual suspects), rendezte: Bryan Singer - Underground, rendezte: Emir Kusturica ( YUG, FRA, GER, BUL, CZE, HUN)                              |
| 1997 | - Hullámtörés (Breaking the Waves), rendezte: Lars von Trier ( ESP, DEN, SWE, FRA, NED, NOR, ISL) - Az ígéret (La promesse), rendezte: Jean-Pierre és Luc Dardenne ( BEL, FRA, LUX) - Fargo, rendezte: Joel és Ethan Coen ( USA, UK) - Neruda postása (Il postino), rendezte: Michael Radford ( ITA, FRA, BEL) - Titkok és hazugságok (Secrets & Lies), rendezte: Mike Leigh ( UK, FRA)         |
| 1998 | - Fújhatjuk! (Brassed Off), rendezte: Mark Herman ( UK, USA) - Alul semmi (The Full Monty), rendezte: Peter Cattaneo ( UK) - A varázsige: I love you (Everyone Says I Love You), rendezte: Woody Allen ( USA) - Az angol beteg (The English Patient), rendezte: Anthony Minghella ( UK, USA) - Tűzvirágok (Hana-bi), rendezte: Kitano Takesi ( JPN)                                             |
| 1999 | - Az élet szép (La vita è bella), rendezte: Roberto Benigni ( ITA) - Központi pályaudvar (Central do Brasil), rendezte: Walter Salles ( BRA, FRA) - Ryan közlegény megmentése (Saving Private Ryan), rendezte: Steven Spielberg ( USA) - Születésnap (Festen), rendezte: Thomas Vinterberg ( DEN, SWE) - Titanic, rendezte: James Cameron ( USA)                                                |

### 2000-es évek
| Év   | Díjazottak és jelöltek |
| ---- | --- |
| 2000 | - Mindent anyámról (Todo sobre mi madre), rendezte: Pedro Almodóvar ( ESP, FRA) - A John Malkovich menet (Being John Malkovich), rendezte: Spike Jonze ( USA) - Az őrület határán (The Thin Red Line), rendezte: Terrence Malick ( USA) - Szellemkutya (Ghost Dog: The Way of the Samurai), rendezte: Jim Jarmusch ( USA, FRA, GER, JPN) - Tágra zárt szemek (Eyes Wide Shut), rendezte: Stanley Kubrick ( UK, USA)                                                                        |
| 2001 | - Szerelemre hangolva (Fa jang nin va (Fa yeung nin wa), rendezte: Vóng Ká-vaj ( FRA, HKG) - Amerikai szépség (American Beauty), rendezte: Sam Mendes ( USA) - Billy Elliot, rendezte: Stephen Daldry ( UK, FRA - Családi kötelékek (Ji ji (Yi yi), rendezte: Edward Yang ( USA) - Táncos a sötétben (Dancer in the Dark), rendezte: Lars von Trier ( ESP, ARG, DEN, GER, NED, ITA, USA, UK, FRA, SWE, FIN, ISL, NOR)                                                                      |
| 2002 | - Mulholland Drive – A sötétség útja (Mulholland Drive), rendezte: David Lynch ( Egyesült Államok) ( FRA, USA) - A fiú szobája (La stanza del figlio), rendezte: Nanni Moretti ( ITA, FRA) - Az ember, aki ott se volt (The Man Who Was not There), rendezte: Joel Coen ( USA, GBR) - Moulin Rouge!, rendezte: Baz Luhrmann ( USA, AUS) - Traffic, rendezte: Steven Soderbergh ( GER, USA)                                                                                                 |
| 2003 | - Kóla, puska, sültkrumpli (Bowling for Columbine), rendezte: Michael Moore ( CAN, USA, GER) - Chihwaseon, rendezte: Im Gvonthek (임권택, Im Kwon-taek) ( KOR) - Chihiro Szellemországban (Szen to Csihiro no kamikakusi), rendezte: Mijazaki Hajao ( JPN) - Különvélemény (Minority Report), rendezte: Steven Spielberg ( USA) - Ocean’s Eleven – Tripla vagy semmi (Ocean's eleven), rendezte: Steven Soderbergh ( USA)                                                                  |
| 2004 | - Titokzatos folyó (Mystic River), rendezte: Clint Eastwood ( USA, AUS) - A visszatérés (Vozvrascsenie), rendezte: Andrej Zvjagincev ( RUS) - Az órák (The Hours), rendezte: Stephen Daldry ( USA, GBR) - Elefánt (Elephant), rendezte: Gus Van Sant ( USA) - New York bandái (Gangs of New York), rendezte: Martin Scorsese ( USA, ITA) |
| 2005 | - Elveszett jelentés (Lost in Translation), rendezte: Sofia Coppola ( USA, JPN) - 21 gramm (21 Grams), rendezte: Alejandro González Iñárritu ( USA) - Che Guevara: A motoros naplója (Diarios de motocicleta), rendezte: Walter Salles ( ARG, USA, CHI, PER, GBR, FRA, GER, BRA) - Egy makulátlan elme örök ragyogása (Eternal Sunshine of the Spotless Mind), rendezte: Michel Gondry ( USA) - Fahrenheit 9/11, rendezte: Michael Moore ( USA)                                            |
| 2006 | - Millió dolláros bébi (Million Dollar Baby), rendezte: Clint Eastwood ( USA) - A belső tenger (Mar adentro), rendezte: Alejandro Amenábar ( ESP, FRA, ITA) - A vízenjáró (Walk on Water), rendezte: Eytan Fox ( ISR, SWE) - Erőszakos múlt (A History of Violence), rendezte: David Cronenberg ( USA, GER) - Match Point, rendezte: Woody Allen ( GBR, LUX) |
| 2007 | - A család kicsi kincse (Little miss Sunshine), rendezte Jonathan Dayton és Valérie Faris ( USA) - A királynő (The Queen), rendezte: Stephen Frears ( GBR, FRA, ITA) - Bábel (Babel), rendezte: Alejandro González Iñárritu ( MEX, FRA, USA) - Brokeback Mountain – Túl a barátságon (Brokeback Mountain), rendezte: Mountain Ang Lee ( USA, CAN) - Volver, rendezte: Pedro Almodóvar ( ESP)                                                                                               |
| 2008 | - A mások élete (Das Leben der Anderen), rendezte: Florian Henckel von Donnersmarck ( GER) - 4 hónap, 3 hét, 2 nap (4 luni, 3 saptamani si 2 zile), rendezte: Cristian Mungiu ( ROM, BEL) - A másik oldalon (Auf der Anderen Seite), rendezte Fatih Akın ( TUR, GER, ITA) - Az éjszaka urai (We Own the Night), rendezte: James Gray ( USA) - Eastern Promises – Gyilkos ígéretek (Eastern Promises), rendezte: David Cronenberg ( GBR, CAN, USA)                                          |
| 2009 | - Libanoni keringő (Vals Im Bashir (ואלס עם באשיר)), rendezte: Ari Folman ( ISR, FRA, DEU, USA) - Eldorado, rendezte: Bouli Lanners ( BEL, FRA) - Gomorra, rendezte: Matteo Garrone ( ITA) - Két szerető (Two lovers), rendezte: James Gray ( USA) - Lorna csendje (Le silence de Lorna), rendezte: Jean-Pierre et Luc Dardenne ( BEL, FRA, ITA, DEU) - Út a vadonba (Into the Wild), rendezte: Sean Penn ( USA) - Vérző olaj (There will be blood), rendezte: Paul Thomas Anderson ( USA) |

### 2010-es évek
| Év   | Díjazottak és jelöltek |
| ---- | --- |
| 2010 | - Gran Torino, rendezte: Clint Eastwood USA, GER - A fehér szalag (Das weisse Band - Eine deutsche Kindergeschichte), rendezte: Michael Haneke AUT, GER, FRA, ITA - Avatar, rendezte: James Cameron USA, GBR - Gettómilliomos (Slumdog Millionaire), rendezte: Danny Boyle GBR - Megöltem anyámat (J'ai tué ma mère), rendezte: Xavier Dolan CAN - Milk, rendezte: Gus Van Sant USA - Pánikfalva (Panique au village), rendezte: Stéphane Aubier és Vincent Patar BEL, LUX, FRA                                                                     |
| 2011 | - Social Network – A közösségi háló (The Social Network), rendezte: David Fincher USA - Eredet (Inception), rendezte: Christopher Nolan USA, GBR - Fényes csillag (Bright Star), rendezte: Jane Campion NZL, GBR, FRA - Illegális (Illégal), rendezte: Olivier Masset-Depasse BEL, LUX, FRA - Invictus – A legyőzhetetlen (Invictus), rendezte: Clint Eastwood USA - Képzelt szerelmek (Les amours imaginaires), rendezte: Xavier Dolan CAN - Szemekbe zárt titkok (El secreto de sus ojos), rendezte: Juan José Campanella ARG, ESP                |
| 2012 | - Nader és Simin – Egy elválás története (Jodaeiye Nader az Simin), rendezte: Aszhar Farhadi IRN - A király beszéde (The King's Speech), rendezte: Tom Hooper GBR - Drive – Gázt! (Drive), rendezte: Nicolas Winding Refn USA - Fekete hattyú (film) (Black Swan), rendezte: Darren Aronofsky USA - Felperzselt föld (Incendies), rendezte: Denis Villeneuve CAN, FRA - Melankólia (Melancholia), rendezte: Lars von Trier DNK, ESP, FRA, GER, ITA, SWE - Srác a biciklivel (Le gamin au vélo), rendezte: Jean-Pierre és Luc Dardenne BEL, FRA, ITA |
| 2013 | - Az Argo-akció (Argo), rendezte: Ben Affleck USA - Bikanyak (Rundskop), rendezte: Michael R. Roskam BEL - Egy veszedelmes viszony (En kongelig affære), rendezte: Nikolaj Arcel DEN, SWE, CZE - Gyermekeink (À perdre la raison), rendezte: Joaquim Lafosse BEL, LUX, FRA, SUI - Így is, úgy is Laurence (Laurence Anyways), rendezte: Xavier Dolan CAN, FRA - Oslo, augusztus (Oslo, 31. august), rendezte: Joachim Trier NOR - Szesztolvajok (The Angels' Share), rendezte: Ken Loach GBR, FRA, BEL, ITA                                         |
| 2014 | - Alabama és Monroe (The Broken Circle Breakdown), rendezte: Felix Van Groeningen BEL, NED - A nagy szépség (La grande bellezza), rendezte: Paolo Sorrentino ITA - Blue Jasmine, rendezte: Woody Allen USA - Dead Man Talking, rendezte: Patrick Ridremont BEL, LUX, FRA - Django elszabadul (Django Unchained), rendezte: Quentin Tarantino USA - Gravitáció (Gravity), rendezte: Alfonso Cuarón USA, UK, MEX - Hófehérke (Blancanieves), rendezte: Pablo Berger ESP, FRA, BEL                                                                     |
| 2015 | - Anyu (Mommy), rendezte: Xavier Dolan CAN - 12 év rabszolgaság (12 Years A Slave), rendezte: Steve Mcqueen USA, UK - A Grand Budapest Hotel (The Grand Budapest Hotel), rendezte: Wes Anderson UK, GER, USA - Ida, rendezte: Paweł Pawlikowski POL, DEN, FRA, UK - Két nap, egy éjszaka (Deux jours, une nuit), rendezte: Jean-Pierre és Luc Dardenne BEL, FRA, ITA - Sráckor (Boyhood), rendezte: Richard Linklater USA - Téli álom (Kis uykusu), rendezte: Nuri Bilge Ceylan TUR, FRA, GER                                                       |
| 2016 | - Birdman avagy (A mellőzés meglepő ereje) (Birdman), rendezte: Alejandro González Iñárritu USA - Anyám mozija (Mia Madre), rendezte: Nanni Moretti ITA, FRA, GER - Ifjúság (La giovinezza), rendezte: Paolo Sorrentino ITA, FRA, CHE, UK - Je suis mort mais j'ai des amis, rendezte: Guillaume Malandrin, Stéphane Malandrin BEL, FRA - Legújabb testamentum (Le tout nouveau testament), rendezte: Jaco van Dormael - Saul fia, rendezte: Nemes Jeles László HUN, USA, FRA, ISR, BIH - Taxi Teherán (Taxi Téhéran), rendezte: Dzsafar Panahi IRN |
| 2017 | - Én, Daniel Blake (I, Daniel Blake), rendezte: Ken Loach GBR, FRA, BEL - Aquarius, rendezte: Kleber Mendonça Filho BRA, FRA - A régi város (Manchester by the Sea), rendezte: Kenneth Lonergan USA - Az ismeretlen lány (La fille inconnue), rendezte: Jean-Pierre és Luc Dardenne BEL, FRA - Érettségi (Bacalaureat), rendezte: Cristian Mungiu ROM, FRA, BEL - Ez csak a világ vége (Juste la fin du monde), rendezte: Xavier Dolan FRA - Toni Erdmann, rendezte: Maren Ade GER, AUT                                                             |
| 2018 | - Szeretet nélkül (Nyeljubov (Нелюбовь)), rendezte: Andrej Zvjagincev RUS, GER, BEL, FRA - A kairói eset (The Nile Hilton Incident), rendezte: Tarik Saleh SWE, DEN, GER - A királyi játszmák (L'échange des princesses), rendezte: Marc Dugain BEL, FRA - A négyzet (The Square), rendezte: Ruben Östlund GER, SWE, DEN, FRA - Az esküvő (Noces), rendezte: Stephan Streker PAK, BEL, LUX, FRA - Dunkirk, rendezte: Christopher Nolan USA, GBR, NED, FRA - Kaliforniai álom (La La Land), rendezte: Damien Chazelle, USA                           |
| 2019 | - Bolti tolvajok (Manbiki kazoku), rendezte: Koreeda Hirokazu JPN - Életem értelmei (Nos batailles), rendezte: Guillaume Senez BEL, FRA - Hannah, rendezte: Andrea Pallaoro, ITA - Három óriásplakát Ebbing határában (Three Billboards : Les Panneaux de la vengeance), rendezte: Martin McDonagh USA GBR - Hidegháború (Zimna wojna), rendezte: Paweł Pawlikowski POL - Kafarnaum – A remény útja (Capharnaüm), rendezte: Nadine Labaki LIB - Lány (Girl), rendezte: Lukas Dhont NED, BEL                                                         |

### 2020-as évek
| Év   | Díjazottak és jelöltek |
| ---- | --- |
| 2020 | - Élősködők (Kiszengcshung, 기생충), rendezte: Pong Dzsunho (Bong Jun-ho) KOR - Az első áruló (Le traître), rendezte: Marco Bellocchio ITA FRA GER BRA - Az ifjú Ahmed (Le jeune Ahmed), rendezte: Jean-Pierre és Luc Dardenne BEL FRA - Fájdalom és dicsőség (Dolor y gloria), rendezte: Pedro Almodóvar ESP - Joker, rendezte: Todd Phillips USA - Lola (Lola vers la mer), rendezte: Laurent Micheli BEL FRA - Volt egyszer egy Hollywood (Once Upon a Time in... Hollywood), rendezte: Quentin Tarantino USA |
| 2021 | - Még egy kört mindenkinek (Druk), rendezte: Thomas Vinterberg DEN SWE NOR - 1917, rendezte: Sam Mendes GBR USA - Corpus Christi (Boże Ciało), rendezte: Jan Komasa POL - La virgen de agosto, rendezte: Jonas Trueba ESP - Sötét vizeken (Dark Waters), rendezte: Todd Haynes USA |
| 2022 | - Az apa (The Father), rendezte: Florian Zeller GBR FRA - A világ legrosszabb embere (Verdens verste menneske), rendezte: Joachim Trier NOR FRA SWE DEN - First Cow, rendezte: Kelly Reichardt USA - Hatos fülke (Hytti nro 6), rendezte: Juho Kuosmanen FIN RUS EST GER - Metri Shesh Va Nim, rendezte: Saeed Roustayi IRN - Párhuzamos anyák (Madres paralelas), rendezte: Pedro Almodóvar ESP - Vezess helyettem (Doraibu mai kâ), rendezte: Hamagucsi Rjúszuke JPN                                           |
| 2023 | - Szörnyetegek (As bestas), rendezte:Rodrigo Sorogoyen ESP FRA - A szomorúság háromszöge (Triangle of Sadness), rendezte: Ruben Östlund SWE FRA GBR GER USA TUR GRE DEN MEX - Iá (Eo), rendezte: Jerzy Skolimowski POL ITA - Fiú a mennyből (Walad Min Al Janna), rendezte: Tarik Saleh - Közel (Close), rendezte: Lukas Dhont BEL NED FRA |
| 2024 | - A szerelem természete (Simple comme Sylvain), rendezte: Monia Chokri CAN FRA - Elrabolták (Rapito), rendezte: Marco Bellocchio ITA - Hulló levelek (Les Feuilles mortes), rendezte: Aki Kaurismäki FIN - Oppenheimer, rendezte: Christopher Nolan USA UK - Tökéletes napok (Perfect Days), rendezte: Wim Wenders GER JPN |
| 2025 | - Érdekvédelmi terület (The Zone of Interest), rendezte: Jonathan Glazer GBR POL USA - Anora, rendezte: Sean Baker USA - A szent füge magja (The Seed of the Sacred Fig), rendezte: Mohammad Rasoulof FRA GER - A szer (The Substance), rendezte: Coralie Fargeat GBR FRA USA - The Apprentice – A Trump-sztori (The Apprentice), rendezte: Ali Abbasi CAN USA DEN IRL |